# Jagdgeschwader 107
Jagdgeschwader 107 (dobesedno slovensko: Lovski polk 107; kratica JG 107) je bil lovski letalski polk (Geschwader) v sestavi nemške Luftwaffe med drugo svetovno vojno; to je bila šolska enota za učenje novih pilotov.

## Organizacija
- štab
- I. skupina
- II. skupina[1]